# Bellator 51
 Bellator LI  foi um evento de artes marciais mistas organizado pelo Bellator Fighting Championships no Canton Memorial Civic Center em Canton, Ohio. O evento foi transmitido ao vivo na MTV2.

## Background
O evento contou com o primeiro round do Torneio de Galos da Quinta Temporada do Bellator.
Joe Soto era originalmente esperado para enfrentar Eduardo Dantas no round de abertura do Torneio de Galos. Porém, ele teve que se retirar da luta após perder para Eddie Yagin no Tachi Palace Fights 10 e foi substituído por Wilson Reis.
A luta entre Jessica Eye e Casey Noland foi mudada de 125 lbs para um peso casado de 127 lbs após Noland não bater o peso.
O evento acumulou aproximadamente 158,000 telespectadores na MTV2.